# Tokudaiji Saneyoshi
Tokudaiji Saneyoshi (徳大寺実能, [[[1096]] – 1157] Erro: {{japonês}}: texto da transliteração contém caractere não latino (pos 19) (ajuda)) , também conhecido como Fujiwara no Saneyoshi, foi um nobre do período Heian da história do Japão foi o fundador do ramo Tokudaiji do Clã Fujiwara.

## Vida
Seu pai foi Fujiwara no Kinzane e sua mãe foi Fujiwara Mitsuko filha de Fujiwara no Tamefusa. Seus irmãos foram Saneyuki fundador do Ramo Sanjō e Michisue fundador do Ramo Saionji. E sua irmã foi Taiken-mon-In a mãe do futuro imperador Go-Shirakawa.
Saneyoshi serviu nos reinados dos imperadores: Toba,  Sutoku,  Konoe e Go-Shirakawa. Em 1122 foi nomeado Chūnagon, em 1136 foi promovido a Dainagon. Em 1150 se tornou Naidaijin e em 1156 foi promovido a Sadaijin, justamente durante a Rebelião Hōgen quando seu antecessor Yorinaga apoiou o Imperador em Clausura Sutoku, contra o governo do Imperador Go-Shirakawa. Sua filha Ikushi se tornou Imperatriz Consorte do Imperador Nijo.
Em 1157 abandona os cargos na Corte Imperial e se torna um monge budista passando a se chamar Shinri. Faleceu pouco tempo depois.

| Precedido por Ninguém              | -- 1º Líder dos Tokudaiji Fujiwara | Sucedido por Tokudaiji Kinyoshi    |
| Precedido por Fujiwara no Yorinaga | 42º Sadaijin (1156 - 1157)         | Sucedido por Fujiwara no Koremichi |
| Precedido por Minamoto no Masasada | 26º Naidaijin (1150 - 1156)        | Sucedido por Fujiwara no Koremichi |